# Cormocephalus bungalbinensis
Cormocephalus bungalbinensis är en mångfotingart som beskrevs av L.E. Koch 1983. Cormocephalus bungalbinensis ingår i släktet Cormocephalus och familjen Scolopendridae. Inga underarter finns listade i Catalogue of Life.